# Ross Marquand
Ross Marquand (ur. 22 sierpnia 1981 w Fort Collins) – amerykański aktor filmowy i telewizyjny.

## Życiorys
Kształcił się w zakresie aktorstwa na University of Colorado Boulder. Okazjonalnie od czasu studiów grywał w teatrze. Karierę filmową rozpoczął od produkcji krótkometrażowych i pojedynczych odcinków seriali telewizyjnych. W 2013 zagrał jedną z głównych ról w niskobudżetowym dramacie kryminalnym Down and Dangerous. W 2015 dołączył do obsady serialu Żywe trupy.

## Wybrana filmografia
- 2009: I Heart Vampires (serial internetowy)
- 2010: Woodshop
- 2012: Broken Roads
- 2013: Conan (serial TV, głos)
- 2013: Down and Dangerous
- 2013: Mad Men (serial TV)
- 2014: Amira & Sam
- 2014: Camera Trap
- 2014: Fineasz i Ferb (serial TV, głos)
- 2015: Impress Me (serial TV)
- 2015: Spare Change
- 2015: Żywe trupy (serial TV)
- 2016: Deadbeat (serial TV)
- 2017: Brockmire (serial TV)
- 2017: The Last Tycoon (serial TV)
- 2018: Avengers: Wojna bez granic
- 2019: Avengers: Koniec gry[1]